# Cacongo
Cacongo es un municipio de la provincia de Cabinda en Angola. En julio de 2018 tenía una población estimada de 43 731 habitantes.
Se encuentra ubicado al norte del país, junto a la frontera de República del Congo y República Democrática del Congo.